# 宮ノ腰達也
宮ノ腰 達也（みやのこし たつや、1974年4月24日 - ）は、岐阜県出身のバスケットボール選手である。188cm、90kg。

## 来歴
岐阜農林高校3年時に18歳以下、日本大学3・4年時に22歳以下日本代表に選出される。
卒業後の1997年、大和證券に入社。
1999年5月、全日本に初選出。同年のアジア選手権に出場した。
2000年、バスケットボール部がNSGグループに譲渡され「新潟アルビレックスBB」に変わったが、いすゞ自動車に移籍。
2000-01ファイナルでは、最終戦残り時間1分30秒で2連続3ポイントを叩き込み、逆転優勝をもたらした。
2002年には、いすゞバスケ部も廃部。小浜元孝監督らとともに、クラブチーム横浜ギガキャッツを発足。
その後、日立サンロッカーズ、千葉ピアスアローバジャーズを経て、2007年、豊田通商ファイティングイーグルスに移籍。
2009年、関東実業団のメディセオ（10月までクラヤ三星堂）に移籍。

## 経歴
- 岐阜農林高 - 日本大学 - 大和証券(1997年〜2000年) - いすゞ自動車(2000年〜2002年) - 横浜ギガキャッツ(2002年〜2003年) - 日立(2003年〜2006年) - 千葉(2006年〜2007年) - 豊田通商(2007年〜2009年) - メディセオ(2009年〜)

## 代表歴
- 1992年 ジュニアアジア選手権
- 1995年 韓国国際大会
- 1996年 李相佰杯争奪日韓学生バスケットボール競技大会
- 1999年 アジア選手権
- 2000年 ジョーンズカップ
- 2000年 スーパードリームゲーム